# Csaplovics János
Jeszenovai Csaplovics János (Felsőpribél, 1780. szeptember 21. – Bécs, 1847. május 29.) ügyvéd, jószágigazgató.

## Élete
Iskoláinak végeztével törvénygyakornok lett Besztercebányán, 1804-ben Zólyom megye aljegyzőjévé neveztetett ki; 1805-ben ügyvédi oklevelet nyert. Három év múlva pártfogó főispánja Balogh Péter Bécsbe vitte, hogy hivatalt keressen, és egy ideig ott tartózkodott a magyar királyi udvari kancelláriánál. 1809-től Pakrácon Szlavóniában, mint az ottani görögkatolikus püspökség ügyvédje és titoknoka három évig időzött. 1813-ban Franz Philipp Schönborn-Buchheim (Schönborn Ferenc Fülöp) gróf gazdasági tanácsosa, a munkácsi és szentmiklósi majoratusi uradalmak igazgatója lett. Többnyire Bécsben lakott. Tagja volt a bécsi gazdasági és a hallei természetvizsgáló társulatnak; Zólyom, Máramaros és Ugocsa megye megválasztotta táblabírájának.

## Művei
- Nucleus plani tabularis. Sive synopticus decisionum curialium extractus. Posonii, 1811. (2. bőv. kiadás. Uo. 1817.)
- Index sessionum dietae 1811., 1812. Uo. (Országgyűlési naplók melléklete.)
- Novam, facilem, utilem apes in duplicatis alvearibus colendi rationem omnibus apiculis commendat, et nonnulla etiam de magazinis monet. Viennae, 1814. (Németül Uo. 1814., 1815. és 1816.; magyarra Szentiványi László ford. Miskolcz, 1816; tótra Blaskovics ford. Bécs, 1817; cseh nyelvre is lefordíttatott.)
- Zusätze, Berichtigungen und doppeltes Register zu Engeľs Geschichte des ungrischen Reiches. Uo. 1814.
- Problemata juridica seu questiones in causis, per excelsam curiam regiam anno 1777 et sequ. revisis. pro et contra ventillatae. Posonii, 1814. (Fekete gróf hagyományaiból.)
- Der Sprachkampf in Ungarn. Dargestellt von Thomas Világosváry, és toldalékkal: Mirabilia. Erzählt von Csaplovics. Zágráb, 1814.
- Guter Rath an Alle, die von rheumatischen Leiden befreit zu werden wünschen. Wien, 1815.
- Enchiridion lexici corporis juris Regni Hungariae. Posonii, 1816. (Három kiadást ért.)
- Das Bartfelder Bad. Wien, 1817.
- Slavonien und zum Theil Croatien. Pesth, 1819. Két kötet.
- Schematismus ecclesiarum et scholarum evangelicarum aug. conf. in incl. regno Hungariae addictarum pro anno 1820. Viennae, 1820. (Ez volt a magyar ágostaiak első névtára.)
- Ethnographische Erklärung der von Oberstlieutenant Heimbacher gezeichneten und in Kupferstichen herausgegebenen 78 ungarischen Trachten unter dem Titel: Pannoniens Bewohner in ihren volksthümlichen Trachten. Uo. 1820.
- Slovenské rveřsse. Pest. 1822. (Szlovák versek.)
- Ethnographischer Text zu 33 in Kupfer gestochenen Zeichnungen der Nationaltrachten und Ansichten Ungarns, Siebenbürgens und der Bukovina vor Franz Jaschke. Wien. 1822.
- Schematismus ecclesiarum et scholarum ev. aug. conf. in districtu Cis-Danubiano addictarum. Pro anno 1822. Pestini, 1822.
- Gemälde von Ungern. Uo. 1822. Két rész.
- Croaten und Wenden in Ungern. Ethnographisch geschildert. Pressburg, 1829. (Ism. Tud. Gyűjt. 1832. III. Kézirata az Országos Széchényi Könyvtárban) Online
- Ungern's Vorzeit und Gegenwart, verglichen mit jener des Auslandes. Wien. 1830. (Ism. Ährenlese 1830. 85. sz. Kritikai Lapok I. 1831.) Online
- Manuale legum urbarialium anni 1836. Viennae, 1837. (Ism. Figyelmező 1839.) Online
- Ueber Ungarus Magyarisirung. Wien. 1841. (Különny. a Launa cz. lapból.)
- Synopsis legum anni 1836., cum supplementis ex legibus anni 1840-mi. Addito art. 9. de politica campestri. Uo. 1841.
- England und Ungern. Eine Parallele. Im Anhange: Ueber die Deutschen in Ungern. Halle, 1842. Online
- Rozgjmánj o zmadarowánj zeme uherské aneb o nemadaru w uchřjch na madary obracowánj. Prága, 1842. (Értekezés a magyar föld magyarosításáról, vagyis a Magyarországban levő nem-magyaroknak magyarokká való tételéről.)
- Ungerns Industrie und Cultur. Leipzig, 1843.
- Paradoxen über das Staats- und Volksleben mit vorzüglicher Beziehung auf Ungarn. Hermannstadt, 1845.
- 1997 Etnografia Slovákov v Uhorsku

Kiadta és szerkesztette a Topographisch-statistisches Archiv des Königreichs Ungern, cz. gyűjteményes munkát. (Bécs, 1821. Két kötet.)
Számos bírálatot, humoros elbeszélést és jogi, földrajzi, statisztikai s gazdasági czikkeket irt magyar, latin és német nyelven a következő lapokba s folyóiratokba: Pressburger Zeitung (1813–26), Wiener Allg. Literatur-Zeitung (1814–16), Vaterländische Blätter (1816–20), Oekonomische Neuigkeiten (1817–22), Hesperus (1818. Beweise dass die Slovaken in Ungarn Engländer sind; 200 frttal jutalmazott humoros ethnographiai közlemény); Festetics gróf Pannoniája (1820–22), Conversationsblatt (1821), Tudományos Gyűjtemény (1819. Arany-Idka bányász tekintetben; 1821. Magyarországi szab. kir. városok és nagyobb helységek népességeiről; 1822. Magyarországi patikákról és Ethnographiai értekezés Magyarországról; 1823. Czéhbeli régiségek; 1828. Magyarországi vendus tótokról); Wiener Theaterzeitung (1822–27), Neues Archiv (1829–30), Iris (1825), Ährenlese (1827–28. 1830.) Magyar Kurir (1824), Unterhaltungsblatt (1826), Hirnök (1837. A sajtó- és szólásszabadságról, Adatok a magyarországi játékszínekről); Századunk (1839. Kétségek a történetirás felől; 1840. A tudósokról és az akadémiákról és A magyar tudós társaság; az akadémia ellen heves polémiáit folytatott Vállas Antallal és Szontagh Gusztávval, mely átment az 1841. évbe is); Társalkodó (1840); Spiegel (1842.)